# Oligomyrmex tahitiensis
Oligomyrmex tahitiensis är en myrart som beskrevs av Wheeler 1936. Oligomyrmex tahitiensis ingår i släktet Oligomyrmex och familjen myror. Inga underarter finns listade i Catalogue of Life.